# Maksym Zaderaka
Maksym Serhijowycz Zaderaka, ukr. Максим Сергійович Задерака (ur. 2 października 1996 w Oleksandrii, w obwodzie kirowohradzkim, Ukraina) – ukraiński piłkarz, grający na pozycji pomocnika.

## Kariera piłkarska

### Kariera klubowa
Wychowanek klubów FK Ołeksandrija i Metałurh Donieck, barwy którego bronił w juniorskich mistrzostwach Ukrainy (DJuFL). 19 września 2009 rozpoczął karierę piłkarską w drużynie amatorskiej Ametyst Oleksandria. Latem 2010 został zaproszony do Metałurha Donieck, gdzie najpierw występował w drużynie juniorskiej, a 25 lipca 2014 debiutował w podstawowym składzie klubu. Po rozformowaniu Metałurha latem 2015 przeniósł się do Stali Kamieńskie. 19 czerwca 2018 został piłkarzem FK Ołeksandrija.

### Kariera reprezentacyjna
Występował w młodzieżowej reprezentacji Ukrainy.